# Campeonato Gaúcho de Futsal de 2016
O Campeonato Gaúcho de Futsal de 2016 foi a 50ª edição do Campeonato Gaúcho de Futsal, dividida novamente entre Série Ouro, equivalente à primeira divisão; Série Prata, equivalente à segunda divisão; e Série Bronze, equivalente à terceira divisão.

## Série Ouro

### Primeira fase
A primeira fase foi composta por sete equipes divididas em dois grupos. Os cinco melhores colocados seguiram para a segunda fase, enquanto os dois últimos disputaram a repescagem.
|  | Classificados para a segunda fase |
|  | Quadrangular do rebaixamento      |

| Pos | Times            | Pts | J  | V | E | D  | GP | GC | SG  |
| --- | ---------------- | --- | -- | - | - | -- | -- | -- | --- |
| 1   | ACBF             | 29  | 12 | 9 | 2 | 1  | 42 | 18 | 24  |
| 2   | ALAF             | 26  | 12 | 8 | 2 | 2  | 48 | 18 | 30  |
| 3   | Juventude        | 23  | 12 | 7 | 2 | 3  | 50 | 31 | 19  |
| 4   | ASIF             | 19  | 12 | 6 | 1 | 5  | 36 | 25 | 11  |
| 5   | AES              | 17  | 12 | 5 | 2 | 5  | 27 | 24 | 3   |
| 6   | BGF Futsal       | 7   | 12 | 2 | 1 | 9  | 25 | 34 | -9  |
| 7   | Cachoeira Futsal | 0   | 12 | 0 | 0 | 12 | 10 | 88 | -78 |

| Pos | Times             | Pts | J  | V  | E | D  | GP | GC | SG  |
| --- | ----------------- | --- | -- | -- | - | -- | -- | -- | --- |
| 1   | Atlântico Erechim | 30  | 12 | 10 | 0 | 2  | 46 | 24 | 22  |
| 2   | ASSOEVA           | 27  | 12 | 8  | 3 | 1  | 49 | 26 | 23  |
| 3   | AGF               | 18  | 12 | 5  | 3 | 4  | 42 | 41 | 1   |
| 4   | ADS               | 17  | 12 | 5  | 2 | 5  | 34 | 33 | 1   |
| 5   | América           | 14  | 12 | 4  | 2 | 6  | 26 | 28 | -2  |
| 6   | ASTF              | 14  | 12 | 4  | 2 | 6  | 26 | 33 | -7  |
| 7   | ASSAF             | 0   | 12 | 0  | 0 | 12 | 16 | 56 | -40 |

### Repescagem
A repescagem foi disputada entre as quatro equipes com o pior desempenho da fase inicial. As duas melhores mantiveram-se na Série Ouro 2017, enquanto as duas últimas foram rebaixadas à Série Prata 2017.
|  | Série Ouro 2017               |
|  | Rebaixados à Série Prata 2017 |

| Pos | Times            | Pts | J | V | E | D | GP | GC | SG  |
| --- | ---------------- | --- | - | - | - | - | -- | -- | --- |
| 1   | BGF Lojas Paludo | 16  | 6 | 5 | 1 | 0 | 22 | 6  | 16  |
| 2   | ASTF             | 13  | 6 | 4 | 1 | 1 | 27 | 9  | 18  |
| 3   | ASSAF            | 6   | 6 | 2 | 0 | 4 | 13 | 21 | -8  |
| 4   | Cachoeira Futsal | 0   | 6 | 0 | 0 | 6 | 4  | 30 | -26 |

### Segunda fase
A segunda fase foi disputada entre os dez melhores classificados da primeira fase, sendo que os dois melhores cada chave avançaram às semifinais.
|  | Classificados |
|  | Eliminados    |

| Pos | Times     | Pts | J | V | E | D | GP | GC | SG  |
| --- | --------- | --- | - | - | - | - | -- | -- | --- |
| 1   | ACBF      | 20  | 8 | 6 | 2 | 0 | 22 | 9  | 13  |
| 2   | ASSOEVA   | 16  | 8 | 5 | 1 | 2 | 21 | 15 | 6   |
| 3   | Juventude | 10  | 8 | 3 | 1 | 4 | 19 | 23 | -4  |
| 4   | AES       | 5   | 8 | 1 | 2 | 5 | 16 | 20 | -4  |
| 5   | ADS       | 5   | 8 | 1 | 2 | 5 | 16 | 27 | -11 |

| Pos | Times     | Pts | J | V | E | D | GP | GC | SG  |
| --- | --------- | --- | - | - | - | - | -- | -- | --- |
| 1   | Atlântico | 19  | 8 | 6 | 1 | 1 | 37 | 15 | 22  |
| 2   | ASIF      | 16  | 8 | 5 | 1 | 2 | 30 | 19 | 11  |
| 3   | ALAF      | 12  | 8 | 4 | 0 | 4 | 24 | 26 | -2  |
| 4   | América   | 8   | 8 | 2 | 2 | 4 | 19 | 24 | -5  |
| 5   | AGF       | 3   | 8 | 1 | 0 | 7 | 20 | 46 | -26 |

### Semifinais
As semifinais foram realizadas entre os dois clubes com melhores campanhas cruzando as chaves. Devido à melhor campanha, ACBF e Atlântico jogavam por dois resultados iguais.
| 12/11/2016 | ASIF | 2 – 3  | ACBF |  |
| 19:00      |      | Súmula |      |  |

| 19/11/2016 | ACBF | 3 – 3  | ASIF |  |
| 19:00      |      | Súmula |      |  |

| 16/11/2016 | Assoeva | 5 – 2  | Atlântico |  |
| 20:15      |         | Súmula |           |  |

| 19/11/2016 | Atlântico | 4 - 3  | Assoeva |  |
| 19:00      |           | Súmula |         |  |

### Final
As duas equipes vencedoras das semifinais avançaram à final.
| 26/11/2016 | Atlântico | 3 - 3  | ACBF |  |
| 20:30      |           | Súmula |      |  |

| 03/12/2016 | ACBF | 1 - 2  | Atlântico |  |
| 19:00      |      | Súmula |           |  |

### Campeão
| Série Ouro 2016               |
| Rio Grande do Sul             |
| ----------------------------- |
| Atlântico Campeão (3º título) |

## Série Prata

### Definições
Rebaixados à Série Bronze 2017
- AAPF
- União

Promovidos à Série Ouro 2017
- Guarany
- SASE

### Final
A final foi decidida entre as duas equipes vencedoras das semifinais e com acesso à Série Ouro 2017 garantido.
| 05/12/2016 | SASE | 4 - 3  | Guarany Cotriel |  |
| 20:00      |      | Súmula |                 |  |

| 12/11/2016 | Guarany Cotriel | 3 - 0 (2 - 1 pr.) | SASE |  |
| 20:00      |                 | Súmula            |      |  |

### Campeão
| Série Prata 2016                    |
| Rio Grande do Sul                   |
| ----------------------------------- |
| Guarany Cotriel Campeão (1º título) |

## Série Bronze
A Série Bronze foi disputada por 25 equipes, sendo que duas destas obtiveram acesso à Série Prata 2017. Não houve rebaixamentos.

### Definições
Promovidos
- Uruguaianense
- Parobé Futsal
- AESJ/ADCH (3° colocado)

### Campeão
| Série Bronze 2016                 |
| Rio Grande do Sul                 |
| --------------------------------- |
| Uruguaianense Campeão (1º título) |